# Bunčići (Foča-Ustikolina, BiH)
Bunčići su naseljeno mjesto u općini Foča-Ustikolina, Federacija BiH, BiH. 

## Stanovništvo
| Narod     | Popis 1961. | Popis 1971. | Popis 1981. | Popis 1991. |
| --------- | ----------- | ----------- | ----------- | ----------- |
| Hrvati    |             |             |             |             |
| Muslimani |             |             | 6           | 9           |
| Srbi      | 157         | 129         | 101         | 74          |
| ostali    |             | 2           |             |             |
| Ukupno    | 157         | 131         | 107         | 83          |